# Phyllomedusa bicolor
Phyllomedusa bicolor és una espècie de granota que viu al nord de Bolívia, oest i nord del Brasil, sud-est de Colòmbia, est del Perú, sud i est de Veneçuela i les Guaianes.